# ديوغو مونتيرو
ديوغو مونتيرو هو لاعب كرة قدم سويسري، ولد في 28 يناير 2005.

## وصلات خارجية
- ديوغو مونتيرو على موقع قاعدة بيانات كرة القدم.إي يو (الإنجليزية)
- ديوغو مونتيرو على موقع Soccerway.com (الإنجليزية)
- ديوغو مونتيرو على موقع عالم كرة القدم.نت (الإنجليزية)